# Heinrich Ernst von Schönburg-Rochsburg
Heinrich Ernst von Schönburg-Rochsburg (* 29. April 1760 auf Schloss Rochsburg; † 19. April 1825 ebenda) war ein deutscher Landwirt und Schafzüchter.

## Leben

### Familie
Graf Heinrich Ernst von Schönburg-Rochsburg entstammte einem Geschlecht, das auf Alban von Schönburg zurückging, den Kaiser Otto I. 937 nach Zwickau rief, um das Land gegen die Sorben zu schützen. Er war der vierte und jüngste Sohn seines gleichnamigen Vaters Heinrich Ernst von Schönburg-Rochsburg (* 18. September 1711; † 2. Juni 1778) und dessen Ehefrau, Gräfin Magdalene Louise (geb. Freiin von Elster) (* 17. März 1723; † 27. März 1798). Seine Geschwister waren:
- Friedrich Ernst (1748–1770);
- Ludwig Ernst (1750–1806), verheiratet mit Caroline von Wittgenstein;
- Heinrich Wilhelm Ernst (* 1751; † 17. Januar 1816);
- Caroline Antoinette Louise (* 8. Dezember 1752; † 15. Juni 1818), verheiratet mit Heinrich Gustav Gottlob von Reichenbach (1731–1790);
- Wilhelmine Eleonora Sidonie (1756–1822);
- Albert Gottlieb Ernst († 1758);
- Magdalena Louise (1762–1835), verheiratet mit Freiherr Joseph Michael Judtmann, geadelt von Ehrenfels (1767–1843)[3].

Heinrich Ernst von Schönburg-Rochsburg war in erster Ehe mit Gräfin Sophie Wilhelmine (* 14. Januar 1764; † 4. Juli 1795), Tochter von Fürst Johann Carl Friedrich zu Carolath-Beuthen verheiratet; die Ehe blieb kinderlos. In zweiter Ehe war er mit der Gräfin Ernestine Wilhelmine (* 15. April 1768; † 27. Dezember 1837), Schwester des Wirklichen Staatsrats Heinrich Karl Ernst Köhler (1765–1838) verheiratet, deren uneheliche und später legitimierte Tochter war:
- Adolfine Sophie Wilhelmine Henriette Ernestine (* 30. Dezember 1809; † 12. März 1880), verheiratet mit Adolph Friedrich von Wilucki (1803–1890).

1815 ertaubte er und konnte sich nur noch schriftlich mitteilen.
1816 verstarb sein Bruder Heinrich, sodass er Alleinbesitzer wurde, in der Folge war er jedoch nicht mehr wirtschaftlich erfolgreich tätig und verschuldete sich.
Als Heinrich Ernst von Schönburg-Rochsburg starb, erlosch die Linie Schönburg-Rochsburg und das Herrschaftsgebiet fiel an die Linie Schönburg-Hinterglauchau, so erbte Heinrich von Schönburg 1842 nach dem Tod seines Vaters unter anderem die Hälfte der Herrschaft Rochsburg.
Einen Teil seines Nekrologs verfasste der Breslauer Kameralwissenschaftler Friedrich Benedict Weber, der seine sämtlichen Schriften postum in zwei Bänden veröffentlichte.

### Ausbildung
Seine schulische Ausbildung erhielt er durch den Privatunterricht seines Hofmeisters Christian Gabriel Lebrecht Wimmer (1748–1798), der später Oberpfarrer in Burgstädt wurde.
1778 immatrikulierte er sich an der Universität Leipzig und begann ein Studium der Rechtswissenschaften, das er Ostern 1782 abschloss; anschließend war er in Dresden als Regierungs-Assessor tätig. Er gab diese Tätigkeit jedoch nach kurzer Zeit wieder auf, als sich die Möglichkeit bot, mit seinem Bruder Graf Heinrich von Schönburg-Rochsburg die Gutsgeschäfte weiter zu führen, nach dem Tod seines ältesten Bruders und nachdem der zweitälteste Bruder nach einem Rechtsstreit auf seine entsprechenden Rechte verzichtet hatte.

### Landwirtschaftlicher Betrieb
Er beschäftigte sich intensiv mit dem Betrieb der Landwirtschaft und studierte die Schriften von Christian Friedrich Germershausen, des Amtmanns Johann Georg Leopold aus Sorau, die Leipziger Ökonomischen Hefte, Johann Christian Schubart, der sich besonders mit dem Kleebau und der Stallfütterung beschäftigte, sowie die Schriften der Agrarwissenschaftler Johann Nepomuk Hubert von Schwerz und Albrecht Daniel Thaer.
Er führte auf dem Gut den intensiven Anbau verschiedener Produkte ein, so den Klee-, Wicken- und Erbsenanbau sowie die Kartoffelzucht. Durch die Einführung neuer Pflugmethoden und dem Einsatz von Düngemethoden erzielte er auf seinen Gütern beachtliche Ertragssteigerungen.

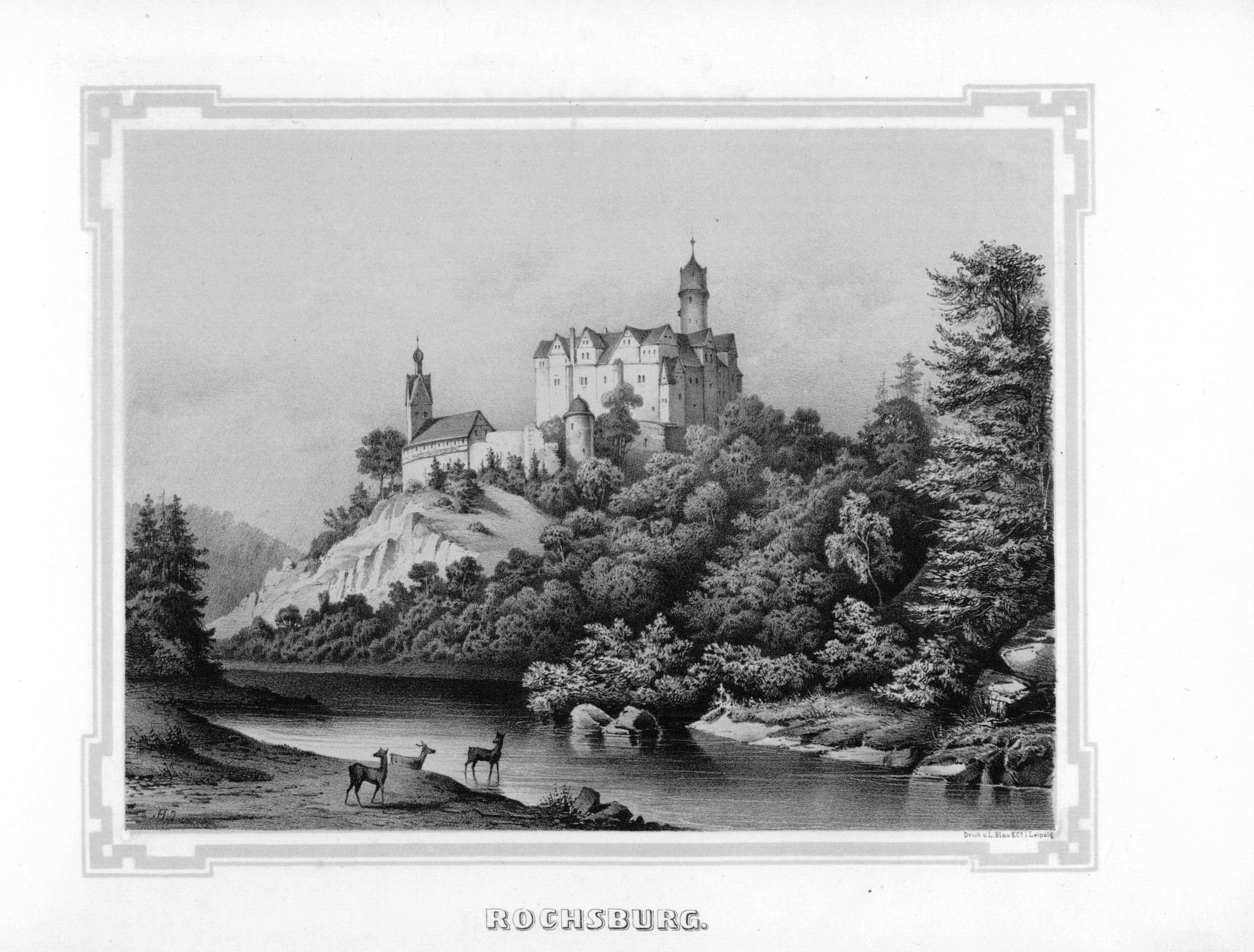
Schloss Rochsburg

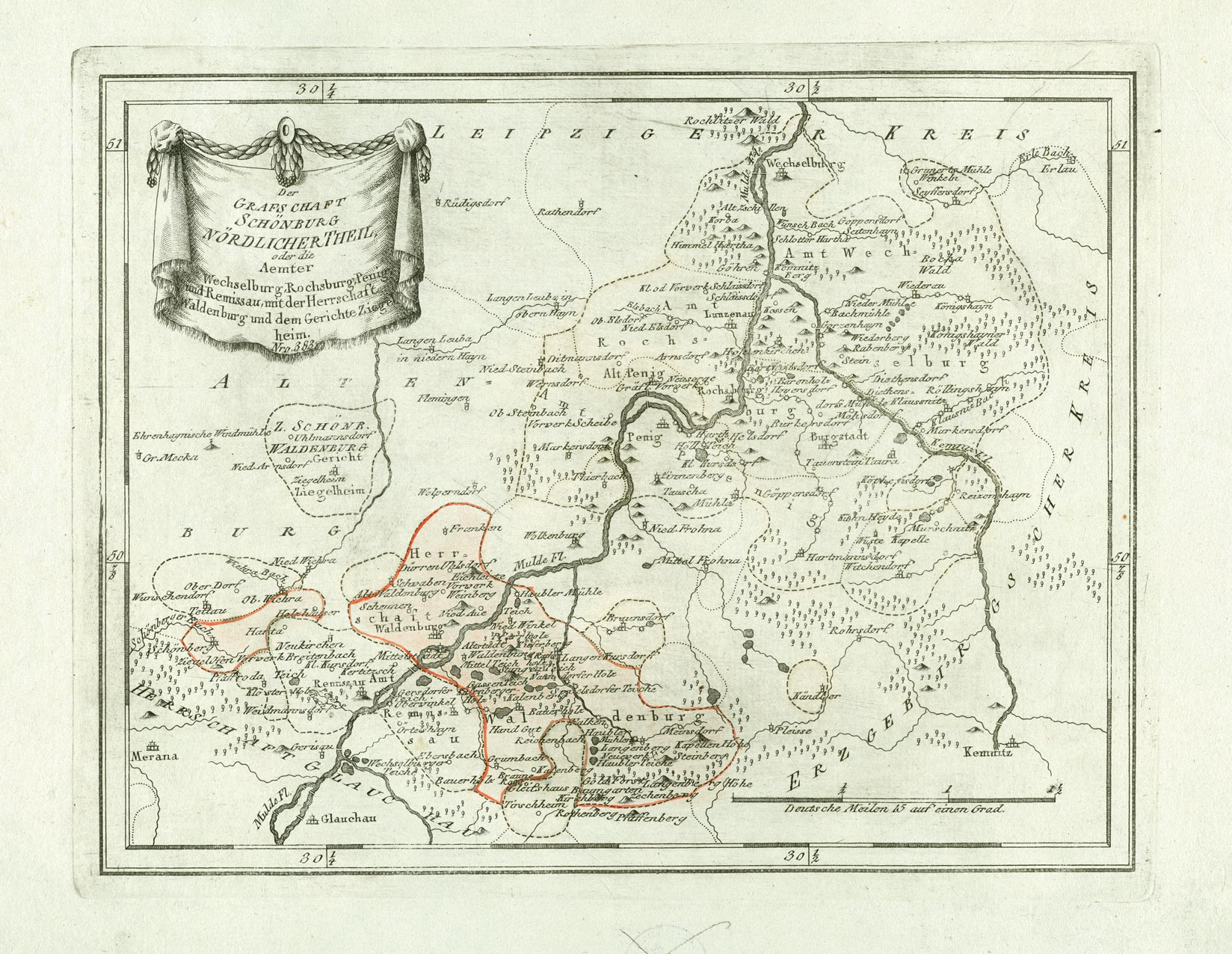
Grafschaft Schönburg – Nördlicher Teil (1795/1796)

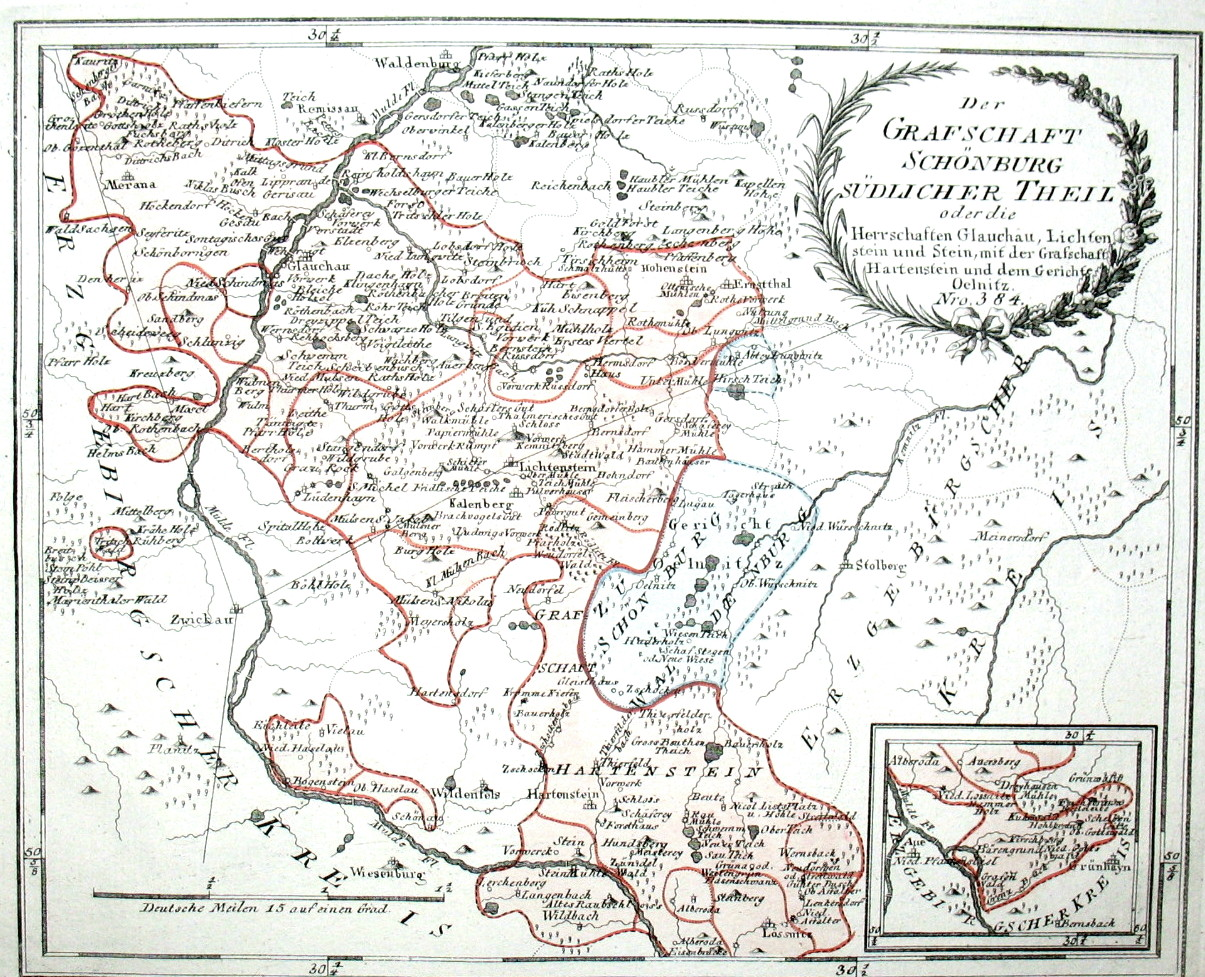
Grafschaft Schönburg – Südlicher Teil (1795/1796)

Er initiierte im Laufe der Zeit auch die englischen Parks nachempfundene romantische Gartenanlage rund um das Schloss. Ganz im Stil seiner Zeit gehalten, führten Wege muldenabwärts durch bewusst gestaltete Natur mit dendrologischen und botanischen Besonderheiten.
1792 erwarb er das Rittergut Bertholdsdorf bei Lunzenau, in der er später seine Schäferei mit 2.000 bis 3.000 Schafen und kurzzeitig eine Tuchfabrik betrieb; hierzu schaffte er in seinem Bereich die Rindviehhaltung ab, die sein Bruder im eigenen Bereich jedoch weiter betrieb. Im Laufe der Zeit erwarb er dann auch noch zahlreiche Grundstücke in den Dörfern Mohsdorf und Helsdorf bei Burgstädt. Einige Jahre vor seinem Tod erwarb er am 12. Dezember 1820 noch das Rittergut Mittelfrohna; dort betrieb er eine Branntweinbrennerei.

### Schafzucht
Von herausragender Bedeutung waren seine Bemühungen in der Merino-Schafzucht, die er 1792 begann und die dazu führten, dass er europaweit Berühmtheit erlangte. Er las die Untersuchungen von Louis Jean-Marie Daubenton  über die Verbesserung der Wollproduktion der Schafe und kreuzte sehr feinwollige Merino-Schafe und sächsische Landschafe; hieraus ging eine Wolle hervor, die die Engländer, wohin er die Wolle exportierte, Elektoral-Wolle (kurfürstliche Wolle) nannten, woraus die Bezeichnung Elektoral-Schaf (kurfürstliches Schaf) abgeleitet wurde.
In seinem letzten Lebensjahr kam es allerdings zu einem Streitfall mit dem Schafzüchter Rudolf André, dessen Schriften er anfangs sehr schätzte, der ihm aber die Qualität seiner Wolle absprach.
Wegen der Schafzucht und seines ökonomischen Tagebuchs der Jahre 1799–1819 (veröffentlicht 1828), gehörte er zu den bedeutendsten deutschen Ökonomen des ausgehenden 18. und frühen 19. Jahrhunderts. Er verfasste sehr viele Aufsätze und Schriften, in denen er sich ausführlich mit Schafzucht, Feldwirtschaft im Allgemeinen, mit Düngung und dem Wachstum der Pflanzen beschäftigte. Seine Schriften veröffentlichte er jedoch nicht unter seinem Namen, sondern unter Pseudonym und unter dem Namen seiner Inspektoren.
Im März 1825 verfasste er auf Bitten von Kaiser Alexander I. einen genauen Bericht über die Schäferei, welche man die erste der Welt nenne.

### Bäuerlicher Aufruhr
Aufgrund des großen Wildbestandes, der immer wieder die bäuerlichen Ernten vernichtete, und gegen den die Bevölkerung nicht vorgehen durfte, weil dies dem Adel vorbehalten war, kam es zu Unruhen bei den Bauern, die noch durch die Französische Revolution von 1789 befördert wurden. Dies führte vermutlich dazu, dass die Herrschaft Rochsburg von allen schönburgischen Gebieten am stärksten vom sächsischen Bauernaufstand von 1790 beteiligt war. Der Versuch, das Schloss zu stürmen, konnte nur mit einem blutigen Militäreinsatz niedergeschlagen werden. Ein Leutnant feuerte seine Pistole ab und gab den Befehl, mit blank gezogenem Säbel in die Menge hineinzureiten; dies führte zu zwanzig Verletzten und einem Toten.

## Schriften (Auswahl)
- Johann Georg Eck; Heinrich Ernst von Schönburg-Rochsburg: De Vi Poeseos In Mores Hominum: Dissertatio Prior Quam Die XVI Maii MDCCLXXXI Defendet. Lipsiae: Officina Klaubarthia, 1781.
- Einige Bemerkungen eines praktischen Landwirths über das Ganze der Schaafzucht des E. Petri. Leipzig, bei J. B. Fleischer 1817.
- Wirthschafts-Pläne und Entwürfe für die Rochsburgischen Wirthschaften für die Jahre 1803–1825. Halle: Hemmerde & Schwetschke, 1828.
- Oekonomisches Tagebuch für die Jahre 1799–1819. Halle: Hemmerde u. Schwetschke, 1828.
- Des Grafen Heinrich Ernst von Schönburg-Rochsburg handschriftliche Nachrichten über seine Wirtschaftsführung in Rochsburg in Sachsen, hrsg. von Friedrich Benedict Weber. Halle 1828.